# Adam Konieczko
Adam Konieczko (ur. 11 października 1919 w Humniskach, zm. 5 kwietnia 2006 w Krakowie) – polski malarz.

## Życiorys
Pochodził z rodziny mieszkającej w Humniskach. Syn Antoniego (1890-1963) i Antoniny Janas (1887-1976). Dziad Adama, Józef Konieczko (1865-1910) i jego żona Aniela Lasek osiedlili się na stałe w Humniskach. Ożenił się z Jadwigą Łatko (1926-1991). Z małżeństwa urodziły mu się dwójka dzieci: Joanna (ur. 1961), ożeniona z Bartłomiejem Józefczykiem oraz Łukasz Konieczko (ur. 1964) – znany profesor ASP w Krakowie.
W latach (1945-1952) studiował w Akademii Sztuk Pięknych w Krakowie malarstwo u Zbigniewa Pronaszki, rysunek u Zygmunta Radnickiego. Po studiach na stałe osiadł w Krakowie.
W swojej twórczości uprawiał różne dyscypliny artystyczne: malarstwo sztalugowe, kolaż, grafika, malarstwo ścienne, mozaika. W okresie 1964-76 zajmował się mozaiką i własnymi technikami wypowiedzi artystycznej. Od 1970 realizował długie cykle graficzne. Był członkiem ZPAP Okręgu Krakowskiego i należał do Grupy Twórczej „Postawy”.
Zmarł 5 kwietnia 2006 w Krakowie.

## Twórczość

### Wystawy indywidualne
- 1965 – Akademia Górniczo–Hutnicza, Kraków,
- 1973 – Wystawa Grafiki, Muzeum Historyczne, Sanok,
- 1974 – Wystawa Grafiki, MPIK, Grudziądz,
- 1974 – „Autosan” Sanok /obrazy z Muzeum Historycznego w Sanoku,
- 2012 – Galeria Sztuki Dwór Karwacjanów w Gorlicach,
- Udział w wystawach okręgowych ZPAP w latach: 1951, 1952, 1954, 1956, 1969, 1964, 1966, 1969, 1974, 1976,

### Udział w wystawach ogólnopolskich
- 1953 – X lecie Wojska Polskiego, Centralne Biuro Wystaw Artystycznych „Zachęta”, Warszawa,
- 1956 – I Ogólnopolska Wystawa Grafiki, Warszawa,
- 1957 – Wystawa Młodej Plastyki, Sopot,
- 1964 – II Festiwal Polskiego Malarstwa Współczesnego, Szczecin,
- 1964 – 20 lat Polskiej Rzeczpospolitej Ludowej w twórczości plastycznej, BWA, Kraków,
- 1965 – 20 lat Polskiej Rzeczpospolitej Ludowej w twórczości plastycznej, wystawa malarstwa, „Zachęta”, Warszawa,
- 1965 – Jubileuszowa XX Ogólnopolska Wystawa Plastyki w Radomiu, Muzeum Miejskie, Radom,
- 1966 – III Festiwal Polskiego Malarstwa Współczesnego, Szczecin,
- 1968 – Partyzantka kielecka w plastyce, Muzeum Regionalne, Kielce,
- 1970 – Ogólnopolski Festiwal Artystyczny, VI wiosna opolska – wystawa pokonkursowa malarstwa i grafiki, BWA, Opole,
- 1984 – Dorobek plastyki sanockiej w 40-leciu Polskiej Rzeczpospolitej Ludowej, Muzeum Historyczne, Sanok,

### Udział w wystawach zagranicznych
- 1966 – Wystawa Kraków – Gdańsk, Praga
- 1967 – Wystawa Kraków dla Bolonii, Museo civico, Bolonia, Włochy Udział w innych wystawach:
- 1951 – z wystawy Okręgowej – Wystawy w: Warszawie, Zakopanem, Tarnowie, Nowej Hucie (Kraków)
- 1956 – Wystawa Młodej Plastyki – Kraków
- 1966 – z wystawy Okręgowej – wystawa w Łodzi
- 1969 – z wystawy Okręgowej – wystawy w: Opolu oraz Zielonej Górze
- 1971 – Wystawa „Cztery orientacje”, Muzeum Narodowe, Kraków

### Polichromie w kościołach
- Zalerzany k. Tarnobrzegu
- Maków Skierniewicki (obiekt zabytkowy)
- Nowy Dwór Mazowiecki (obiekt zabytkowy)
- Brożec k. Opola (obiekt zabytkowy)
- Janów k. Sokółki – projekt i współwykonawstwo
- Bobowa k. Stróż (obiekt zabytkowy) – projekt i współwykonawstwo
- Collegium Maius w Krakowie – fragmenty malowideł

Brał udział w dziesięciu wystawach Grupy Twórczej „Postawy”.